# 22740 Rayleigh
22740 Rayleigh este un asteroid din centura principală de asteroizi.

## Descriere
22740 Rayleigh este un asteroid din centura principală de asteroizi. A fost descoperit pe 20 septembrie 1998 la Observatorul La Silla de Eric Walter Elst. Asteroidul prezintă o orbită caracterizată de o semiaxă mare de 3,24 ua, o excentricitate de 0,21 și o înclinație de 3,1° în raport cu ecliptica.